# Prefectura de Yamagata
La prefectura de Yamagata (山形県, Yamagata-ken) està ubicada a la regió de Tohoku sobre l'illa de Honshu al Japó. La capital és la ciutat de Yamagata.

## Ciutats
- Higashine
- Kaminoyama
- Murayama
- Nagai
- Nan'yo
- Obanazawa
- Sagae
- Sakata
- Shinjo
- Tendo
- Tsuruoka
- Yamagata (capital)
- Yonezawa